# Іоанн Солсберійський
Іоанн Солсберійський (англ. John of Salisbory, лат. Johannes Saresberiensis, Johannes Parvus; 1115 або 1120, Солсбері, — 25 жовтня 1180, Шартр) — англо-французький богослов, схоластик, письменник, педагог, єпископ Шартра.

## Біографія
Походив з Південної Англії (Солсбері), отримав освіту і склався, як богослов, письменник і педагог у Парижі, де слухав знаменитих лекторів XII ст.: П'єра Абеляра, Роберта Меленського, Вільяма Коншського. Після навчання прийняв духовний сан і служив при папському дворі, був секретарем канцлера. 1142 року стає членом курією архієпископа Теобальда Кентерберійського.
У 1154 році став секретарем примаса англіканської церкви, архієпископа Кентерберійського Теобальда. Виконував дипломатичні доручення в Європі, зокрема вже 1154 року вирушив до новообраного папи римського Адріана IV, від якого домігся визнання за Англією королівства Ірландії, але натомість король Генріх II повинен за це відправляти щорічний податок (фактично як ірландський суверен ставав васалом Папського престолу). Відомий своїми політичними і педагогічними працями, серед яких — «Полікратік» («Policraticus sive de nugis curialium») і «Металогіка» («Metalogicon»).
У «Полікратиці» Іоанн Сосберійський міркує про будову держави і суспільства, висловлює прихильність платонівським ідеям про те, як варто управляти державою, а також міркування про необхідні якості государя і шляхи їх досягнення. Особливо відомою є його праця «Металогіка», що присвячена питанням педагогіки і була однією з перших праць з даної галузі науки. У «Металогіці» розкрита теорія і практика викладання дисциплін, що входили до тривіуму, питання психології учня і логіки подання матеріалу. Твори Івана Солсберійського відрізняються простотою, стрункістю, логікою викладу, його мова і стиль стали еталоном для середньовічних вчених. Важливим історичним джерелом, що дозволяє краще зрозуміти епоху Середньовіччя є також листи мислителя.
Коли у 1161 році кафедру архієпископа Кентерберійського в Англії зайняв знаменитий церковний діяч Томас Бекет, що відстоював привілеї церкви від посягань короля Генріха II Плантагенета, в працях Іоанна Солсберійського з'явилися тираноборчі мотиви. У результаті такої діяльності, він та Бекет були змушені піти у вигнання до Франції. У 1163/1164 року брав участь в зустрічі французького короля Людовика МII і Філіппа, графа Ам'єну. До 1170 року перебував в абатстві Св. Ремігія. У 1170 році вони повернулися, проте незабаром Бекета вбили прихильники короля, а Іоанн Солсберійський через якийсь час отримав єпископську кафедру в Шартрі (Франція), ставши тут наступником Гільома Шампанського. Там він і помер.

## Твори
Найбільш відомими з творів Солсберійського є «Полікратік» («Policraticus sive de nugis curialium») (1159) і «Металогіки» («Metalogicon»). Крім того, заслуговують уваги його «Ентетік про основоположення філософів» (Entheticus Maior) (50-ті рр. XII ст.), «Малий Ентетік» (Entheticus Minor), «Церковна історія», «Малі» твори (Opuscula), «Житія».

### Вчення Іоанна Солсберійського
Іоанн Солсберійский намагався зібрати все, що було зроблено попередниками в області теології, схоластики, юриспруденції, викладання римського права, поглядів середньовічних юристів, і звести до одної теорії. Йому це вдалося і він створив нову на той час науку з проблем держави, влади, права.

#### І. Про владу
Іоанн Солсберійський розрізняв світську й духовну влади. За його вченням духовна і світська сфера суспільства — це два різних політичних співтовариства, але вони обидва перебувають під духовною владою. Остання також має політичний вимір, вирішуючи духовні справи може брати участь у світському житті. Він доводить, що світська влада, повинна діяти відповідно до законів природи і розуму (Природу він розумів як інструмент Бога). Світська влада прагнула створити свої вчення, щоб обґрунтувати свою незалежність від церкви. При цьому часто посилалися на ті самі вчення і теорії.
Природа королівської влади за двох типів влади залишається все ж незмінною. В інтерпретації Іоанна "Господь не ділиться своєю владою — вона продовжує залишатися у нього, безмежна і нескінченна, … не віддільна від нього по своїй суті. Всевишній лише здійснює її через підлеглу йому руку, затверджує владу государів на землі «для покарання лиходіїв і для заохочення добрих людей». Королівська влада — не стільки нагорода, дана Богом, скільки особливе служіння йому. В Іоанна нерідко зустрічається думка про те, що государ є «слугою суспільних інтересів», який «зобов'язаний викорінювати зло і злочини в державі». Проте більш уважне прочитання тексту «Полікрата» не дозволяє прямолінійно трактувати це положення.
Коментар до «Полікрата» свідчить, що окреслені соціальні функції влади (карати зло і заохочувати добро), вказані джерела влади (Божа воля, а за нею волевиявлення народу), методи затвердження земного миру (справедливе правління) є обов'язковими — невиконання їх визначалось як утвердження тиранії. Правителя, який служив особистому благу, народ мав право усунути від влади, але з дозволу церкви, позаяк його влада має початок і завершення з волі Бога, а вже потому з волі народу.

#### II. Про державу
Іоанн Солсберійський вперше ввів в європейську думку органічну теорію світського політичного ладу. Державу мислитель ототожнював з людським тілом, в якому голова — це князь; серце — сенат; судді — очі, вуха і язик держави; солдати — руки; землеробці — ноги. Душею держави є священик. Аналогія ця доводиться до того, що фінансові чиновники та зберігачі королівської скарбниці уподібнюються шлунку і кишкам, < які, якщо вони переповнені через надмірну жадібність і занадто чіпко утримують свої накопичення, породжують незліченні і невиліковні хвороби, так що через їх недугу загибель загрожує всьому організму >. Розуміння держави як єдиного організму, уподібненого природі, передбачало, що політичне управління повинне здійснюватися відповідно до законів природи, тобто розумно. Природа розуму вимагає від короля правити згідно з правом і справедливістю.

#### III. Про главу держави
Найважливіше відкриття Іоанна — використання латинського слова «принцес» (державець) для позначення не тільки конкретного правителя або конкретної посади, а й правителя взагалі. Піддані згідно з волею Бога наділяють владою князя, який у своїй діяльності підпорядкований божественним законам і отримує від церкви меч (право застосування сили).
Іоанн Солсберійський вперше застосував цей термін для позначення глави держави. Інакше кажучи, він ввів загальне, абстрактне поняття . Іоанн визначав сутність государя (принцепса) як публічну владу, що діє на певній території. Піддані государя складали співтовариство . Таким чином, Іоанн ще не відокремлював публічну владу від її носія і підвладних (розуміння цієї відмінності склалося набагато пізніше). Іоанн Солсберійський зводить звання государя безпосередньо до Бога. Держава співвідноситься з государем, як «опікуваний з опікуном». Іншими словами, государ відповідальний за державу, але не перед своїми підданими, а безпосередньо перед своїм Господарем: «государ є слугою Бога, але він виконує свою службу, вірно служивши своїм слугам, іменованим підданими».
Іоанн Солсберійський розрізняв два типи государів.
Государі першого типу правили відповідно до закону, права та справедливості і <принципом загального блага > . Государі другого типу правили силою, переслідуючи тільки свої порочні цілі, вони були тиранами, які перетворили закони в ніщо, а людей — на рабів. Однак Іван не тільки протиставляє ці типи правителів, але і знаходить між ними щось спільне. І законослухняний король, і тиран наділений владою від Бога. Жорстокість тирана люди повинні сприймати як покарання від Бога. Законами тирана потрібно підкорятися. Бог < використовує наше зло для Своїх благих цілей. Тому і правління тирана — благо, хоча немає нічого гірше тиранії >.

#### IV. Концепція тирановбивства
Теорія Іоанна вийшла за межі традиційного для християнства смирення з владою. З його точки зору, поганий правитель має не більше шансів уникнути суду Господнього, ніж погані люди. Якщо піддані терплячі, то Господь рано чи пізно позбавить їх від тирана і покарає його. Але якщо тиран наказує підданому йти проти віри, то підданий не тільки має право, але і зобов'язаний не послухатися : < Якщо государ протистоїть Божим заповідям і бажає змусити мене брати участь у війні проти Господа, тоді в повний голос я повинен заперечити, що Богу слід віддати перевагу будь-якій людині на землі >.
Більше того, Іоанн обґрунтовує право, і навіть обов'язок тирановбивства: вбити тирана не тільки законно, але і правильно і справедливо. Бо кожен, хто піднімає меч, заслуговує від меча і загинути. Разом з тим слід враховувати, що виправдання Іоанном тирановбивства носило, скоріше, характер попередження, але не конкретної поради вбивцям. Його образ тирана — не аргументи на користь тирановбивства, а протиставлення справедливому правителю.
Свої теоретичні висновки Іоанн підкріплював численними прикладами з біблійної та стародавньої історії, справедливо побоюючись вдаватися до сучасних реалій.

## Праці
- (рос.)Иоанн Солсберийский, Металогик // Памятники средневековой латинской литературы X—XII веков. М., 1972.
- (рос.)Иоанн Солсберийский, Поликратик, или О забавах света и заветах философов // Библиотека в саду. Писатели античности, средневековья и Возрождения о книге, чтении, библиофильстве. М., 1985.